# Jerzy Rajman
Jerzy Rajman (ur. 27 lutego 1962 w Krakowie) – polski historyk, mediewista, encyklopedysta, profesor nauk humanistycznych.

## Życiorys
Specjalizuje się w historii Polski średniowiecznej. Doktorat obronił w 1991. Habilitował w 1999. Tytuł naukowy profesora uzyskał w 2005. Pełni funkcję kierownika Katedry Historii Średniowiecznej Uniwersytetu Pedagogicznego im. Komisji Edukacji Narodowej w Krakowie. Jest członkiem m.in. Polskiego Towarzystwa Historycznego i Komisji do Oceny Podręczników Szkolnych Polskiej Akademii Umiejętności.

## Publikacje
- Klasztor Norbertanek na Zwierzyńcu w wiekach średnich (1993)
- Jemielnica : wieś i klasztor cysterski na Górnym Śląsku (1995)
- Pogranicze śląsko-małopolskie w średniowieczu (1998)
- Średniowieczne patrocinia krakowskie (2002)
- Kraków : zespół osadniczy, proces lokacji, mieszczanie do roku 1333 (2004)
- Encyklopedia średniowiecza (2006)
- Dzieje Kościoła w Polsce : praca zbiorowa (pod redakcją Andrzeja Wiencka, 2008)
- Społeczność wiejska Chorzowa i Dębu od XIV do połowy XVIII wieku (2019)